# Escuelas de la Sagrada Familia
Las Escuelas de la Sagrada Familia en catalán: Escoles de la Sagrada Família fueron una institución educativa situada en un edificio de estilo modernista construido entre 1908 y 1909 por el arquitecto Antoni Gaudí, situado en el recinto del Templo Expiatorio de la Sagrada Familia, en Barcelona. Se concibió como un pequeño edificio destinado a escuela para los hijos de los obreros que trabajaban en la Sagrada Familia, aunque atendió a otros niños del barrio, especialmente de clases poco favorecidas. Gaudí lo edificó en el terreno destinado a la fachada de la Gloria, que según sus planes estaría libre durante bastantes años.
Esta obra pertenece a los últimos años de su carrera, dedicados casi en exclusiva a la Sagrada Familia. Gaudí llega a la culminación de su estilo naturalista, haciendo una síntesis de todas las soluciones y estilos probados hasta aquel entonces. El arquitecto logra una perfecta armonía en la interrelación entre los elementos estructurales y los ornamentales, entre plástica y estética, entre función y forma, entre contenido y continente, logrando la integración de todas las artes en un todo estructurado y lógico.

## Historia y descripción

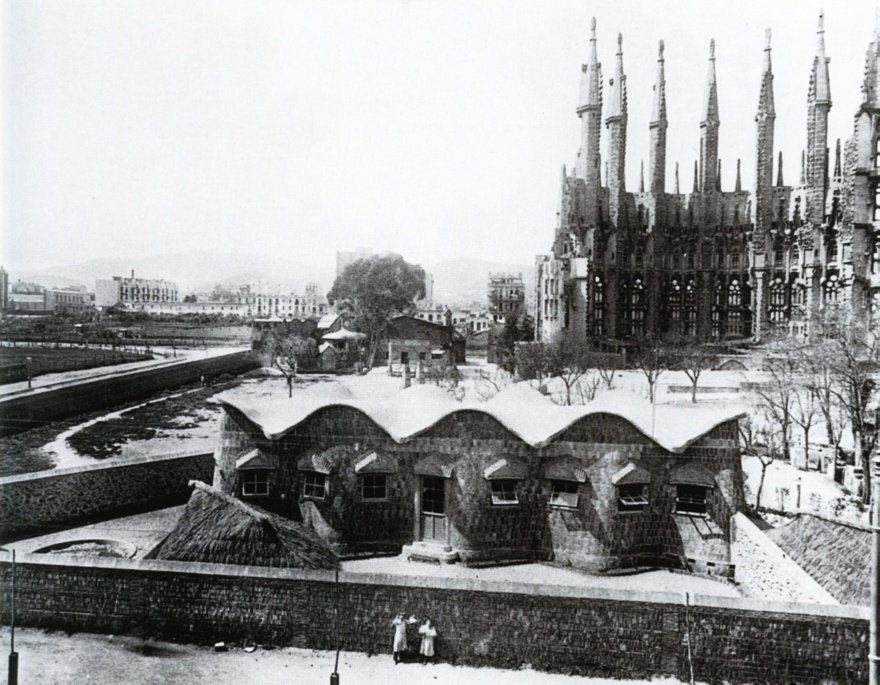
Las escuelas en 1909

Las Escuelas Parroquiales de la Sagrada Familia se realizaron por encargo de la Asociación de Devotos de San José, una entidad fundada en 1866 por el librero Josep Maria Bocabella con el objetivo de construir una iglesia dedicada a la Sagrada Familia. Su principal promotor fue mosén Gil Parés, capellán custodio de la Sagrada Familia —que era por entonces una tenencia parroquial—, quien fue director de la escuela hasta 1930. En principio se siguió el método pedagógico de Andrés Manjón, fundador de las Escuelas del Ave María de Granada, pero desde 1915 se aplicó el método Montessori.
Las escuelas fueron inauguradas el 15 de noviembre de 1909 por el obispo de Barcelona, Juan José Laguarda y Fenollera. Su realización conllevó un coste de 9000 pesetas, que sufragó el propio Gaudí.
Gaudí concibió una construcción sencilla y eficiente, con todos sus componentes adaptados a la máxima racionalización y reducción de costes. Los materiales debían ser los mejor adaptados a su función y tanto la forma como las dimensiones del edificio debían ser las precisas para ofrecer un mínimo coste y un bajo esfuerzo constructivo.

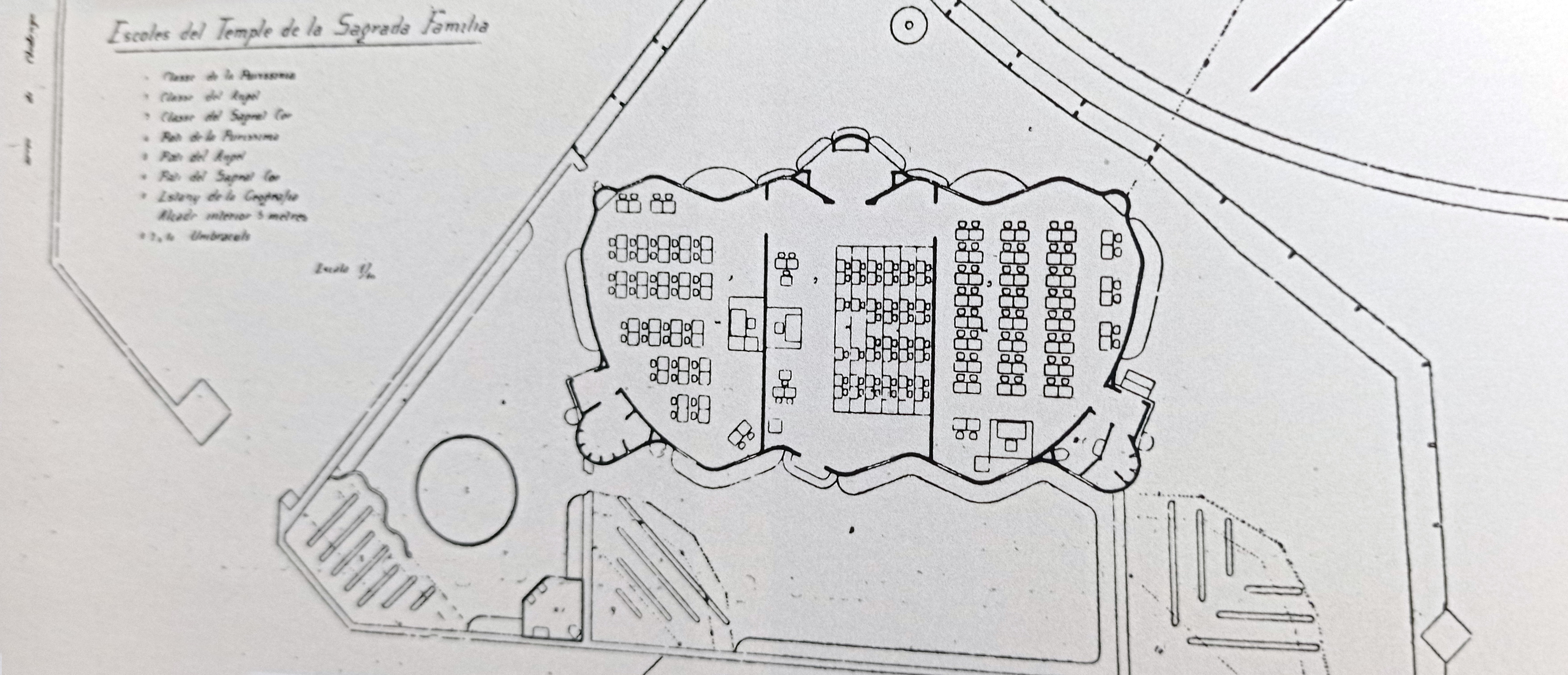
Planta de las escuela dibujada por Gaudí

El edificio tiene planta rectangular de 10 × 20 m y 5 m de altura. Constaba de tres aulas, vestíbulo y capilla, con lavabos en un cuerpo añadido al edificio. Las aulas eran denominadas de la Purísima (44 alumnos), del Ángel (54 alumnos) y del Sagrado Corazón (56 alumnos). La construcción se realizó con ladrillo visto, en tres capas superpuestas, siguiendo la técnica tradicional de la bóveda catalana. El pavimento era de cemento portland sobre una capa de piedra caliza. Las formas del edificio son onduladas, lo que confiere a la estructura una sensación de ligereza pero a la vez una gran resistencia. En el exterior definió tres áreas destinadas a aulas al aire libre que estaban cubiertas con pérgolas de hierro forradas de brezo. Los patios tenían bancos de piedra con asientos de ladrillo, así como un estanque circular que fue denominado de la Geografía.

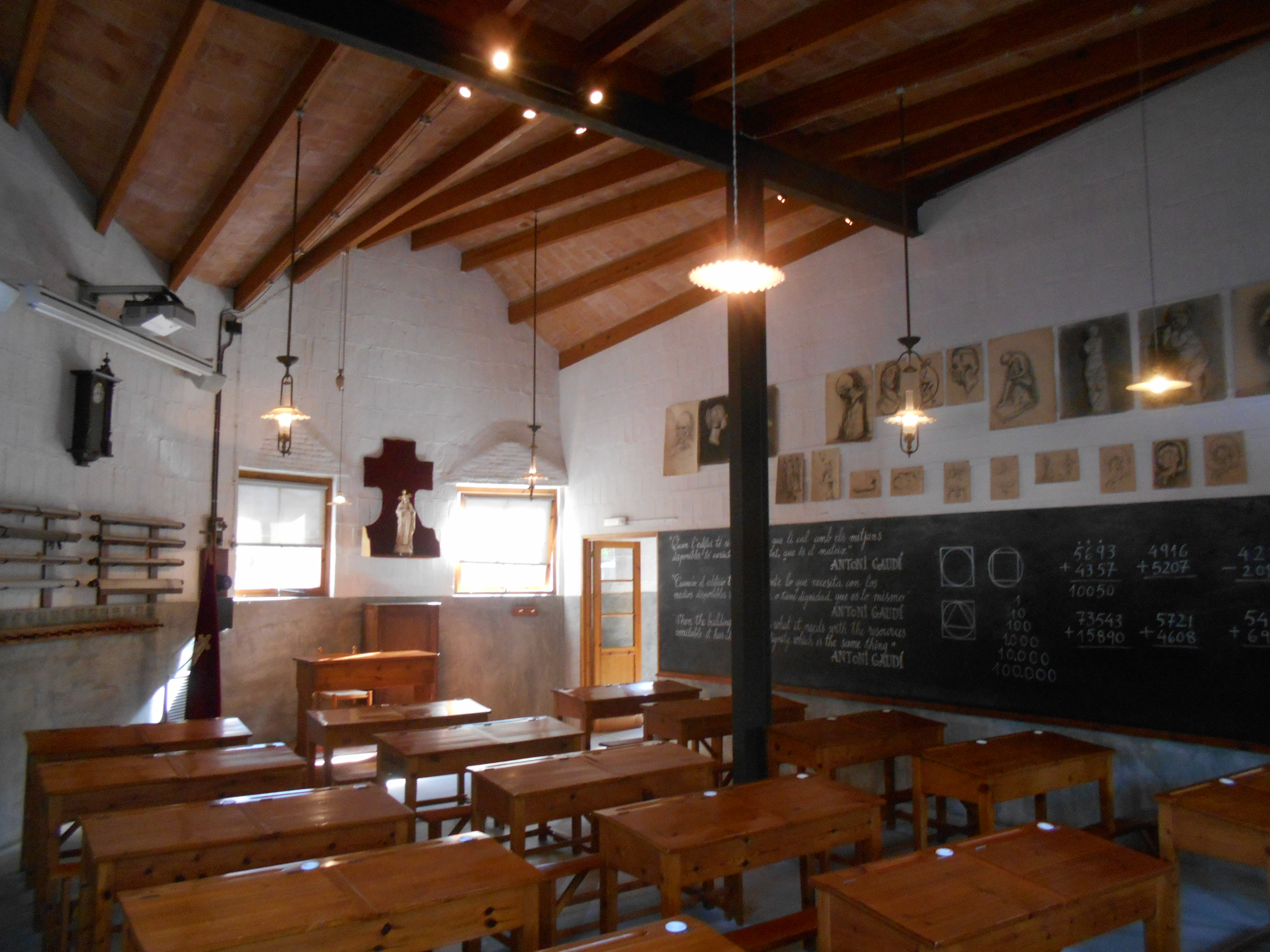
Interior de las escuelas

La estructura se basa en tres vigas dispuestas de forma vertical en el interior, que sostienen otra viga de trazado horizontal situada en el centro, formando unos perfiles en forma de I que sostienen unas tablas de madera sobre las que se eleva la cubierta de ladrillo. Las distintas inclinaciones crean las formas geométricas en conoide, que confieren una serie de curvas cóncavas y convexas. Los muros de carga son igualmente de planta curvilínea, con una progresiva inclinación del techo al suelo, elaborados con ladrillos colocados en rompejunta verticalmente.
En el interior había una escasa decoración formada por modelos de yeso de algunas esculturas de la fachada del Nacimiento de la Sagrada Familia, como las figuras de San Joaquín, Santa Ana, San Juan y San Zacarías, además de una copia del San Jorge modelado por Llorenç Matamala para la casa Botines de León. Gaudí diseñó también el mobiliario, entre el que destacaban unos originales taburetes de tres patas de madera y hierro.
Las escuelas sufrieron graves daños el 20 de julio de 1936, al inicio de la Guerra Civil. Se derrumbó una parte de las fachadas, la jácena central y algunos pilares se deformaron y se cayó la cubierta de madera. En septiembre de ese mismo año, el Consejo de la Escuela Nueva Unificada encargó a Francesc Quintana su reconstrucción, cuyas obras finalizaron en julio de 1937 con un coste de 44 890 pesetas.
En 2002, el edificio de las escuelas fue trasladado al exterior del templo, a la esquina entre las calles Sardenya y Mallorca. Desde entonces son sede de una exposición titulada El taller de Gaudí, dedicada al estudio de los procesos constructivos ideados por el arquitecto.
Las Escuelas de la Sagrada Familia han sido un ejemplo en genialidad constructiva y han servido de fuente de inspiración para muchos arquitectos, por su simplicidad, resistencia, originalidad del volumen, funcionalidad y pureza geométrica. Sus formas onduladas han sido aplicadas por arquitectos como Le Corbusier, Pier Luigi Nervi, Eduardo Torroja, Félix Candela o Santiago Calatrava. Le Corbusier efectuó un croquis del edificio en una visita que realizó a Barcelona en 1928 y su influencia es patente en obras suyas como la iglesia de Ronchamp y el pabellón Philips de la Exposición Universal de Bruselas de 1958.